# 卢瓦 (滨海夏朗德省)
卢瓦（法語：Loix，法語發音：[lwa]）是法国滨海夏朗德省的一个市镇，位于该省西北部的雷岛之上，属于拉罗谢尔区。

## 地理
卢瓦（46°13'24"N, 1°26'28"W）面积6.7 平方千米，位于法国新阿基坦大区滨海夏朗德省，该省份为法国西部滨海省份，北起旺代省，西临大西洋，南至吉倫特省，东南接多爾多涅省，东北接德塞夫勒省接壤，东临夏朗德省。
与卢瓦接壤的市镇（或旧市镇、城区）包括：阿尔斯昂雷、滨海拉库阿尔德。

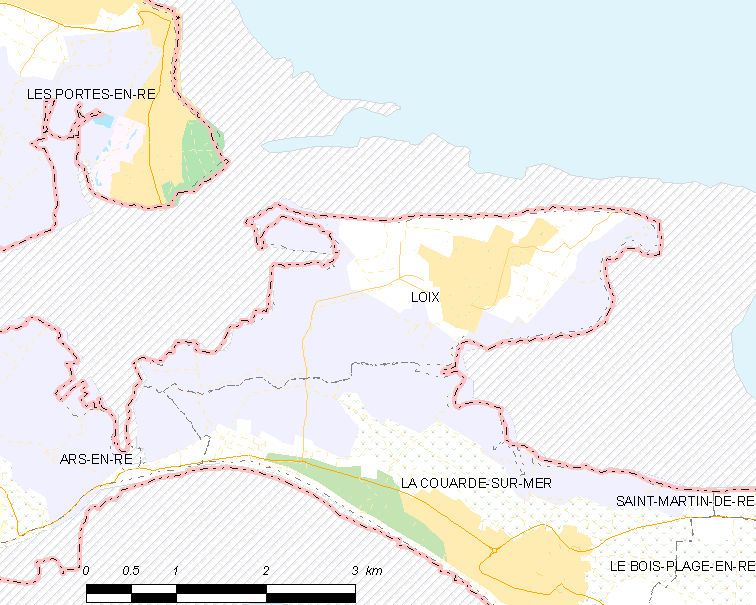
的OSM定位图

卢瓦的时区为UTC+01:00、UTC+02:00（夏令时）。

## 行政
卢瓦的邮政编码为17111，INSEE市镇编码为17207。

## 政治
卢瓦所属的省级选区为雷岛县。

## 人口

1962-2008年间人口变化图示

卢瓦于2022年1月1日时的人口数量为742人。